# Фабіо Роваці
Фабіо Роваці (італ. Fabio Rovazzi), справжнє ім’я Фабіо Пікколроваці італ. Fabio Piccolrovazzi, нар. 18 січня 1994, Мілан) — італійський молодіжний співак та актор.

## Біографія
Фабіо Ровацці народився в Мілані, але живе у Фоджі. Він став популярним музикантом, публікуючи відео на Youtube.
У 2013 році він почав виконувати кавер-версії пісень репера Fedez, а потім J-Ax. У 2016 році він записав свою першу пісню «Andiamo A Comandare», яка також була завантажена на YouTube і до вересня 2017 року набрала понад 145 мільйонів переглядів. 24 березня того ж року пісня була випущена як сингл і отримала п'ятикратну платинову сертифікацію. Наприкінці 2016 року він записав ще одну пісню «Tutto molto Interessante», яка отримала тричі платинову сертифікацію.
У 2017 році він випустив новий сингл «Volare» із зіркою 1970-х років Джанні Моранді, який отримав тричі платинову сертифікацію.
У 2018 році він випустив свій п'ятий сингл «Faccio Quello che Voglio».
У 2019 році Ровацці був призначений ведучим фестивалю в Санремо.
Влітку 2019 року він випустив свій шостий сингл «Senza Pensieri» з J-Ax.
У квітні 2020 року Ровацці оголосив про смерть дідуся від COVID-19 під час пандемії в країні.

## Дискографія
- Andiamo a Comandare (2016, Поп реп)
- Tutto Molto interessante (2016, Поп)
- Volare з Джанні Моранді (2017, EDM)
- Solo se cu sei te (2017, Децька музика)
- Faccio Quello che Voglio (2018, Реп)
- Senza Pensieri (2019; Поп реп)
- Liberi (2020; Реп)
- La Mia Felicitá (2021; Поп)

## Фільмографія
- Il vegetale[en]

## Нагороди
- Переможець Coca Cola Summer Festival 2016 (з піснею Andiamo A Comandare)
- Переможець премії «Golden Radio Song 2016» (з піснею Andiamo A Comandare)
- Переможець премії «Record Italiano Youtube 2016» (з піснею Tutto Molto Interessante)
- Переможець премії «Зірка Youtube» (з піснею Tutto Molto Interessante)
- Переможець Wind Music Awards 2017 разом з Джанні Моранді (з піснею Volare)
- Переможець Golden Radio Song 2018 (з піснею Faccio quello che voglio)

1. ↑  Da dove arriva Fabio Rovazzi. Il Post (італ.). 9 жовтня 2016. Архів оригіналу за 16 вересня 2017. Процитовано 16 вересня 2017.
2. 1 2 3  Certificazioni : Fabio Rovazzi. Federazione industria musicale italiana (італ.). Архів оригіналу за 27 грудня 2018. Процитовано 16 вересня 2017.
3. ↑  Torna Rovazzi, 'rapisce' Morandi e canta 'Volare'con lui. La Repubblica. 19 травня 2017. Архів оригіналу за 30 вересня 2017. Процитовано 16 вересня 2017.
4. ↑  Eleonora Forastiero (16 травня 2017). Fabio Rovazzi - Volare (feat. Gianni Morandi) (Radio Date: 19-05-2017). earone (італ.). Архів оригіналу за 16 вересня 2017. Процитовано 16 вересня 2017. [Архівовано 2017-09-16 у Wayback Machine.]
5. ↑  È arrivato il nuovo singolo di Fabio Rovazzi: "Faccio Quello Che Voglio". Radio 105. 13 luglio 2018. Архів оригіналу за 13 липня 2018. Процитовано 14 luglio 2018.